# Vegyes váltó szánkó a 2014. évi téli olimpiai játékokon
A 2014. évi téli olimpiai játékokon a vegyes váltó szánkó versenyszámot február 13-án rendezték. A verseny helyi idő szerint 20:15-kor, magyar idő szerint 17:15-kor kezdődött. Az aranyérmet a német csapat nyerte. Magyar csapat nem vett részt a versenyszámban.
Ez a versenyszám először szerepelt a téli olimpiai játékokon.

## Lebonyolítás
Minden csapat három egységből állt, amelyet négy fő alkotott: egy női egyesből, egy férfi egyesből, és egy kettesből, amely szabadon összeállítható. Az egységek egymás után indultak úgy, hogy a célba érkező egység megütött egy táblát a célban, amely a startnál kinyitotta a kaput a következő egység számára. Az utolsóként célba érkező egységnél állt meg az óra, ennek az eredménynek a sorrendje határozta meg a verseny végeredményét.

## Résztvevők
- Ausztria (AUT)
- Csehország (CZE)
- Dél-Korea (KOR)
- Egyesült Államok (USA)
- Olaszország (ITA)
- Kanada (CAN)
- Lettország (LAT)
- Lengyelország (POL)
- Németország (GER)
- Oroszország (RUS)
- Szlovákia (SVK)
- Ukrajna (UKR)

## Eredmények
| Helyezés | R              | Versenyzők                                                                      | Nemzet                 | Női egyes | Férfi egyes | Kettes | Összesítés | Hátrány |
| -------- | -------------- | ------------------------------------------------------------------------------- | ---------------------- | --------- | ----------- | ------ | ---------- | ------- |
| Arany    | 10-1 10-2 10-3 | Natalie Geisenberger Felix Loch Tobias Wendl / Tobias Arlt                      | Németország (GER)      | 54,095    | 55,639      | 55,915 | 2:45,649   | –       |
| Ezüst    | 7-1 7-2 7-3    | Tatyjana Ivanova Albert Gyemcsenko Alekszandr Gyenyiszjev / Vlagyiszlav Antonov | Oroszország (RUS)      | 54,429    | 55,775      | 56,475 | 2:46,679   | +1,030  |
| Bronz    | 6-1 6-2 6-3    | Elīza Tīruma Mārtiņš Rubenis Andris Šics / Juris Šics                           | Lettország (LAT)       | 54,745    | 56,048      | 56,502 | 2:47,295   | +1,646  |
| 4.       | 11-1 11-2 11-3 | Alex Gough Samuel Edney Tristan Walker / Justin Snith                           | Kanada (CAN)           | 54,643    | 56,197      | 56,555 | 2:47,395   | +1,746  |
| 5.       | 9-1 9-2 9-3    | Sandra Gasparini Armin Zöggeler Christian Oberstolz / Patrick Gruber            | Olaszország (ITA)      | 54,823    | 56,039      | 56,558 | 2:47,420   | +1,771  |
| 6.       | 8-1 8-2 8-3    | Erin Hamlin Chris Mazdzer Christian Niccum / Jayson Terdiman                    | Egyesült Államok (USA) | 54,338    | 56,245      | 56,972 | 2:47,555   | +1,906  |
| 7.       | 12-1 12-2 12-3 | Miriam Kastlunger Wolfgang Kindl Andreas Linger / Wolfgang Linger               | Ausztria (AUT)         | 55,596    | 56,434      | 56,447 | 2:48,477   | +2,828  |
| 8.       | 3-1 3-2 3-3    | Natalia Wojtuściszyn Maciej Kurowski Patryk Poręba / Karol Mikrut               | Lengyelország (POL)    | 54,937    | 56,737      | 58,079 | 2:49,753   | +4,104  |
| 9.       | 4-1 4-2 4-3    | Vendula Kotenová Ondřej Hyman Lukáš Brož / Antonín Brož                         | Csehország (CZE)       | 55,600    | 56,926      | 57,279 | 2:49,805   | +4,156  |
| 10.      | 5-1 5-2 5-3    | Viera Gburová Jozef Ninis Marian Zemaník / Jozef Petrulák                       | Szlovákia (SVK)        | 55,757    | 56,472      | 57,936 | 2:50,165   | +4,516  |
| 11.      | 2-1 2-2 2-3    | Olena Shumova Andrij Kisz Olekszandr Oboloncsik / Roman Zaharkiv                | Ukrajna (UKR)          | 55,671    | 56,882      | 58,502 | 2:51,055   | +5,406  |
| 12.      | 1-1 1-2 1-3    | Sung Eun-Ryung Kim Dong-Hyeon Park Jin-Yong / Cho Jung-Myung                    | Dél-Korea (KOR)        | 56,174    | 57,986      | 58,469 | 2:52,629   | +6,980  |